# تشارلز مينوت
تشارلز مينوت (بالإنجليزية: Charles Minot)‏ هو شخصية أعمال ومحامي أمريكي، ولد في 30 أغسطس 1810، وتوفي في 10 ديسمبر 1866.